# Zsálya

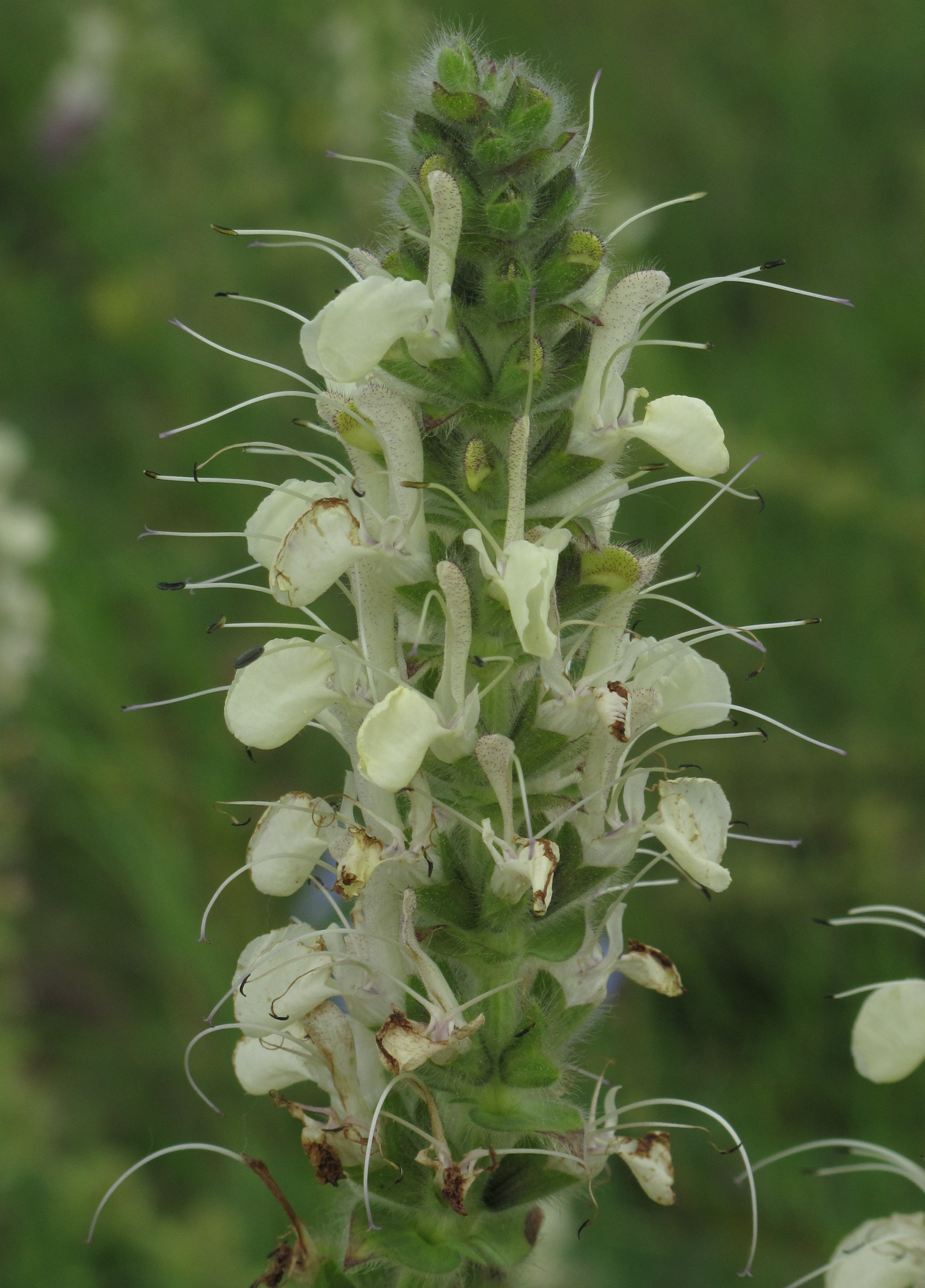
Osztrák zsálya

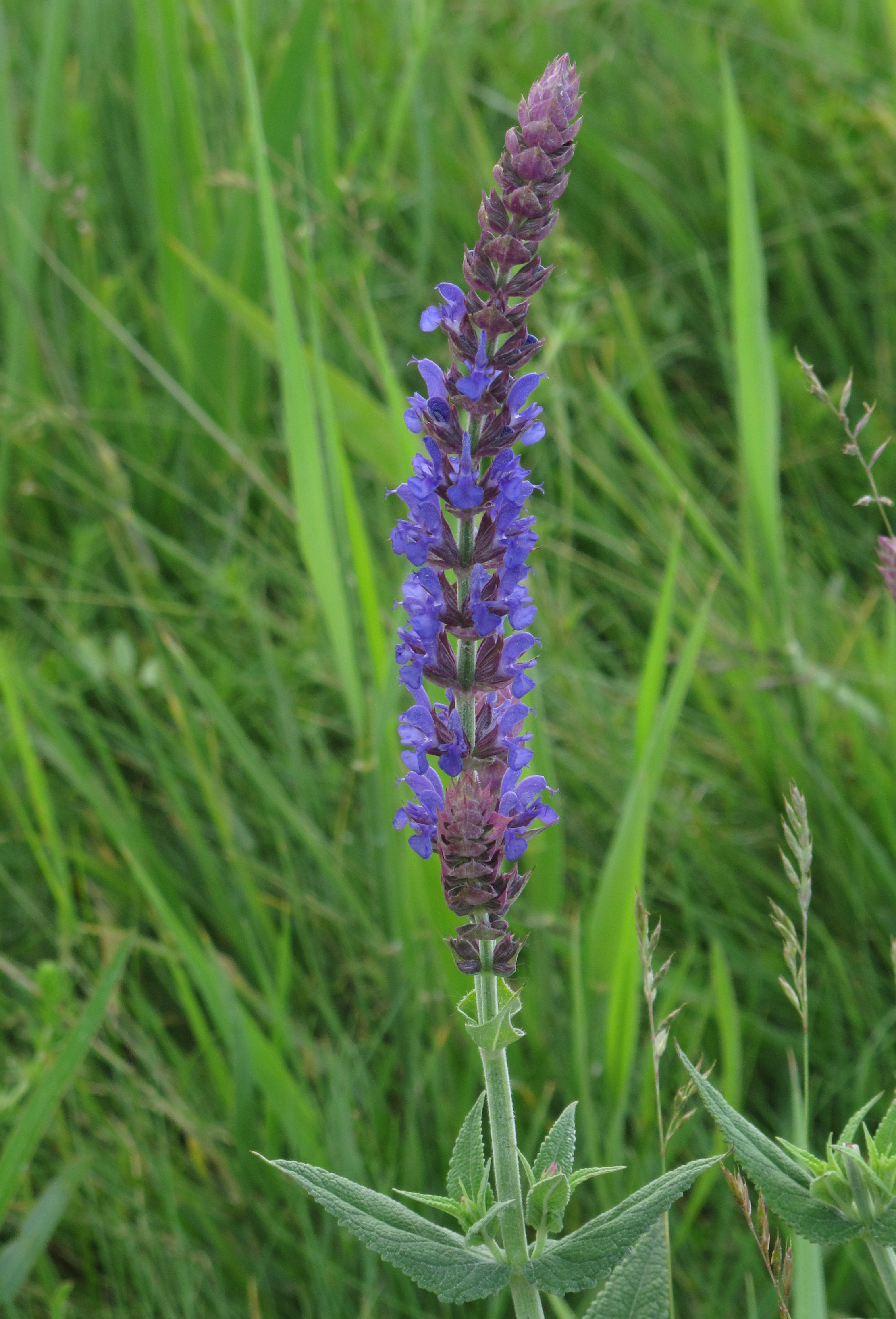
Ligeti zsálya

A zsálya (Salvia) az árvacsalánfélék (Lamiaceae) családjába tartozó növénynemzetség. A három génusz egyike, amiket közönségesen zsálya néven említenek. A köznyelvben a „zsálya” szó általában az orvosi zsálya (Salvia officinalis) nevű fajra utal, de a kettős nevezéktan szabályai szerint bármely zsályafajra utalhatunk. A nemzetségbe kb. 700-900 faj tartozik, melyek között évelő és egyéves lágy szárú növények, cserjék is megtalálhatók. A nemzetség eredete, egyben biodiverzitásának központja Közép-, illetve Délnyugat-Ázsia területére tehető. Egyes fajait dísznövénynek, másokat gyógynövénynek termesztik. A dísznövényként használt fajokra általában a Salvia néven hivatkoznak.
Két közeli rokon nemzetséget is gyakran zsályának neveznek, ezek a Perovskia (sudárzsálya) és a Phlomis (macskahere). Angol nyelvterületen gyakran az üröm (Artemisia) nemzetség egyes fajait is Salviának hívják, a szürke levelű fajokat fehér zsályának. A valódi fehér zsálya a Salvia apiana faj.

## Válogatott fajok
- Salvia apiana – kaliforniai fehér zsálya
- Salvia argentea – ezüstzsálya
- Salvia arizonica – „arizonai zsálya”, lila virágú
- Salvia austriaca – osztrák zsálya
- Salvia azurea – nagyméretű kék virágokkal
- Salvia candelabrum – kék virágú, illatos
- Salvia clevelandii – clevelandi kékzsálya
- Salvia coccinea – skarlátpiros zsálya, vörös virágú évelő
- Salvia columbariae – galambzsálya
- Salvia discolor – andoki ezüstös zsálya
- Salvia divinorum – látnokzsálya vagy jósmenta
- Salvia dorrii – kis sivatagi zsálya, elszívva enyhe hallucinogén hatása van
- Salvia elegans – ananászzsálya
- Salvia farinacea – hamvas zsálya, egyéves, de enyhe időjáráskor áttelelhet
- Salvia fulgens – vöröslő zsálya, évelő
- Salvia funerea – gyapjas zsálya
- Salvia glutinosa – enyves zsálya
- Salvia greggii – vörös virágú zsályafaj igen erős illattal
- Salvia guaranitica – ánizsszagú zsálya
- Salvia hispanica – chia avagy azték zsálya
- Salvia leucantha – mexikói zsálya, bársonyos lila és fehér füzérvirágzat, kb. 1 méteresre megnő
- Salvia leucophylla – „lila zsálya”
- Salvia libanotica –
- Salvia longistyla –
- Salvia lyrata –
- Salvia mexicana – mexikói zsálya, középkék-levendula virágok, 2,5-3 méter magas
- Salvia mohavensis – Mojave-zsálya
- Salvia microphylla – kislevelű zsálya
- Salvia miltiorrhiza – kínai zsálya
- Salvia nemorosa – ligeti zsálya, Szent-Ilona füve
- Salvia officinalis – orvosi zsálya
- Salvia patens – kék zsálya vagy enciánkék zsálya
- Salvia polystachya – chia
- Salvia potus – chia
- Salvia pratensis – mezei zsálya
- Salvia roemeriana – az árnyékos, nedves területeket kedveli
- Salvia sclarea – muskotályzsálya
- Salvia spathacea – kolibrizsálya, karmazsinzsálya, korsózsálya
- Salvia splendens – paprikavirág
- Salvia superba –
- Salvia transylvanica –
- Salvia uliginosa – mocsári zsálya
- Salvia verbenaca – kisvirágú (vagy szeldeltlevelű) zsálya
- Salvia verticillata – lózsálya
- Salvia viridis (syn.: S. horminum) – egynyári zsálya

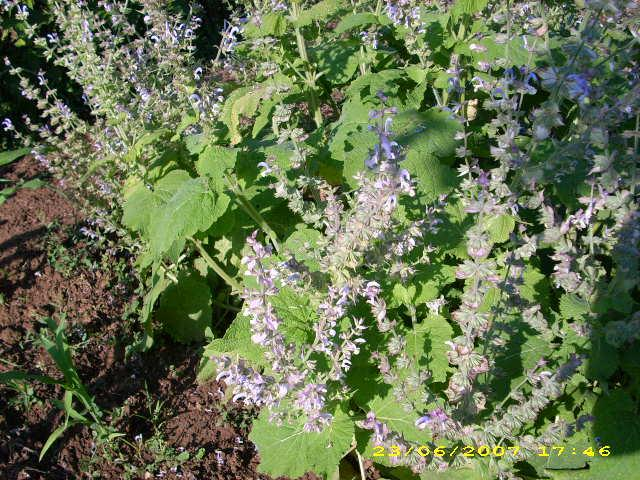
Kerti zsálya virágzáskor

### Lózsálya
(Salvia verticillata L.), népies nevei: Gyűrűs vagy pereszlén-forma zsálya, macskaláb. 30–60 cm magasra növő évelő növény.  Felső levelei csaknem háromszögűek. Virágai számosan, rendszerint 20-ával örvösen állók. Murvái aprók, visszahajlók és hártyásak. Virágai 12–20 mm hosszú, búzavirágszínűek, a párta belsejében szőrkoszorúval. Csészéje 5–8 mm rendszerint bíborszínű. Megterem utak mellett, erdők szélén az egész országban.

### Enyves zsálya
(Salvia glutinosa L.), népies neve: Méregvonó lapu. 30–125 cm magasra növő évelő növény. Szárának felső része, murvája és csészéje sűrűn mirigyes, enyves. Levelei nagyok, hosszú nyelűek, vállukon nyilasan szívesek. Virága kénsárga, barnán pettyezett. 30–35 mm hosszú. Megterem patakok mentén, erdőkben az egész ország magasabb hegyvidékén.

### Polyhos zsálya
(Salvia austriaca Jacq.), népies neve: Osztrák zsálya. 30–100 cm magasra növő évelő növény. Tőlevelei rózsát alkotnak, nagyok, szíves alakúak, erősen ráncoltak. Szára fölül a csészével együtt mirigyes és hosszabb szőröktől borzas, csak az első elágazásnál leveles. Pártája sárgás fehér, 17–20 mm hosszú és még egyszer akkora, mint a csésze. Főleg az alföldi mezőkön terem, ugyanakkor a Börzsönyben megtalálható növényfaj.

### Más honi fajok
- Salvia aethiopis L. (barlanglapu),
- Salvia betonieaefolia Etling.,
- Salvia bertolonii Vis.,
- Salvia dumetorum Andrz.,
- Salvia nutans L., (védett, bókoló zsálya)
- Salvia villicaulis Borb. (amplexicaulis Rchb. et Auct. Hung.)

## Összetevők
A zsálya  nemzetség fajai terpénekben gazdagok. Az illóolajokban, amelyek mirigypikkelyekben és mirigyszőrökben találhatók, nagy mennyiségű mono- és szeszkviterpént tartalmaznak. A gyantafrakcióban diterpének vannak jelen. Ezen belül kiemelkedőek a triciklikus diterpének, például a diterpén-keserűanyagok (carnosol = pikrosalvin, rosmanol, safficinolid, carnosolsav). A levélkutikulában triterpének fordulnak elő, különösen pentaciklikus triterpének, amelyek az ursan-, oleanán-, friedelán-, dammarán- és lupán-típusba tartoznak.
Az aromás zsályafajok, például az orvosi zsálya (Salvia officinalis), jelentős mennyiségben tartalmaznak borneolt, tujont („salviol”), bornilésztereket (például bornilacetátot), linaloolt, kamfént, limonént, α-pinént, β-pinént és kámfort. A gyantában gazdag fajok, mint a muskotályzsálya (Salvia sclarea) vagy a ragadós zsálya (Salvia glutinosa), magas arányban tartalmaznak nehezen illékony anyagokat. Az azték zsálya (Salvia divinorum) esetében a diterpének közül különösen a salvinorinek, például a salvinorin A hallucinogén hatásai emelkednek ki.
A zsályalevelek flavonoidokat is tartalmaznak, emellett cserzőanyagokban is gazdagok, például jelentős mennyiségben tartalmaznak rozmaringsavat, amelyből különösen sok található a Salvia plebeia fajban.